# Амазонка (альбом Руслани)
«Амазонка» — шостий студійний альбом української співачки Руслани. В Україні вийшов 7 березня 2008.

## Історія запису
Альбом записано на студії «Hit Factory Criteria» у Маямі. Продюсер альбому — Тревор Флетчер (директор студії). Продюсери — Egoworks Music (США).
Альбом виданий двома мовами — українське видання «Амазонка» та англомовне «Wild Energy». Альбом «Амазонка» / «Wild Energy». Настрій альбому змінюється від релаксу до шаленого груву і навпаки.
Звучання можна охарактеризувати, як суміш R'n'B-основи зі слов'янськими темами та звуками. Це українська музика, зроблена зі збереженням індивідуальності.
Для запису треків Руслана диригувала оркестром, записала партію фортепіано разом з Василем Кондратюком та виконувала їх на клавішних, барабанах, трембіті та перкусії, створеній на замовлення для запису альбому.
Головна особливість альбому — нові груви, суміш нових звуків, семплів і ритму. Для альбому було записано два дуети Руслани з T-Pain та Missy Eliott (англомовна версія альбому).

## Список пісень
| #   | Назва                             | Автор                                                 | Продюсери(s)                   | Тривалість |
| --- | --------------------------------- | ----------------------------------------------------- | ------------------------------ | ---------- |
| 1.  | «Дика енергія»                    | Руслана, Ромі Ром, М'юзік Майк, Олександр Ксенофонтов | Руслана, Олександр Ксенофонтов | 4:00       |
| 2.  | «Відлуння мрій»                   | Руслана, Ромі Ром, М'юзік Майк, Олександр Ксенофонтов | Руслана, Олександр Ксенофонтов | 3:58       |
| 3.  | «Ми будемо перші»                 | Руслана, Ромі Ром, М'юзік Майк, Олександр Ксенофонтов | Руслана, Олександр Ксенофонтов | 3:24       |
| 4.  | «Я йду за тобою»                  | Руслана, Ромі Ром, М'юзік Майк, Олександр Ксенофонтов | Руслана, Олександр Ксенофонтов | 4:00       |
| 5.  | «Ти жива (Синтетична)»            | Руслана, Ромі Ром, М'юзік Майк, Олександр Ксенофонтов | Руслана, Олександр Ксенофонтов | 3:37       |
| 6.  | «Вогонь чи лід (Все не те)»       | Руслана, Олександр Ксенофонтов                        | Руслана, Олександр Ксенофонтов | 2:55       |
| 7.  | «Де ти, моя любов»                | Руслана, Олександр Ксенофонтов                        | Руслана, Олександр Ксенофонтов | 3:40       |
| 8.  | «Дикий ангел»                     | Ромі Ром, М'юзік Майк, Олександр Ксенофонтов          | Руслана, Олександр Ксенофонтов | 3:20       |
| 9.  | «Не для продажу»                  | Ромі Ром, М'юзік Майк, Олександр Ксенофонтов          | Руслана, Олександр Ксенофонтов | 3:20       |
| 10. | «Як змінити майбутнє»             | Руслана, Ромі Ром, М'юзік Майк, Олександр Ксенофонтов | Руслана, Олександр Ксенофонтов | 3:35       |
| 11. | «Moon of Dreams» (разом з T-Pain) | Руслана, Ромі Ром, М'юзік Майк, T-Pain                | Руслана, T-Pain                | 4:16       |

## Чарти
| Країна     | Чарт                                      | Місце |
| ---------- | ----------------------------------------- | ----- |
| Україна    | UMKA Album Top 12                         | 1     |
| Україна    | UMKA Pop 2008                             | 1     |
| Україна    | UMKA Album Top 30 (The very best of 2008) | 4     |
| Україна    | UMKA Pop 2009                             | 12    |
| Словаччина | IFPI Album Top 50                         | 26    |
| Чехія      | IFPI Album Top 50                         | 29    |

## Історія релізів
| Регіон     | Дата           | Лейбл | Формат | Каталог # |
| ---------- | -------------- | ----- | ------ | --------- |
| Україна    | 7 березня 2008 | EMI   | CD     | —         |
| Чехія      | 10 квітня 2008 | EMI   | CD     | —         |
| Словаччина | 17 квітня 2008 | EMI   | CD     | —         |
| Болгарія   | 17 квітня 2008 | EMI   | CD     | —         |